# تنمر على الإنترنت
التنمر الإلكتروني هو استغلال الإنترنت والتقنيات المتعلقة به بهدف إيذاء أشخاص آخرين بطريقة متعمدة ومتكررة وعدائية. نظرًا لأن هذه الوسيلة أصبحت شائعة في المجتمع خاصة بين فئة الشباب، فقد وضعت تشريعات وحملات توعوية لمكافحتها.

## التعريف
يعزى مصطلح «التنمر الإلكتروني» للناشط المناهض للتنمر بل بيلسي.

### التعريف القانوني
يعرف التنمرالإلكتروني في المعاجم القانونية على أنه:
- أفعال تستخدم تقنيات المعلومات والاتصالات لدعم سلوك متعمد ومتكرر وعدائي من قبل فرد أو مجموعة والتي تهدف الي إيذاء شخص آخر أو أشخاص آخرين.
- استخدام تقنيات الاتصالات بقصد إيذاء شخص آخر
- استخدام خدمة الإنترنت وتقنيات الجوال مثل صفحات الويب ومجموعات النقاش وكذلك التراسل الفوري أو الرسائل النصية القصيرة بنيّة إيذاء شخص آخر.

الأمثلة على ما يمثّله التنمر الإلكتروني تشمل الاتصالات التي تسعى للترهيب، والتحكم، والتلاعب، والقمع، وتشويه السمعة زوراً، وإذلال المتلقّي. وقد تم تعريف التنمر الإلكتروني من قبل المجلس الوطني لمنع الجريمة: «عندما يتم استخدام الإنترنت والجوالات أو الأجهزة الأخرى لإرسال أو نشر نص أو صور بقصد إيذاء أو إحراج شخص آخر.»
قد يكون المتنمر الإلكتروني شخصًا يعرفه المستهدف أو شخصًا غريبًا على شبكة الإنترنت. قد يكون المتنمر الإلكتروني شخص مجهول الهوية وقد يطلب المشاركة من أشخاص آخرين على شبكة الإنترنت والذين لا يعرفون المستهدف، وهو ما باسم «التكديس الألكتروني».

## التنمر الإلكتروني مقارنة بالمطاردة الإلكترونية
لا يقتصر التنمر الإلكتروني على الأطفال فقط. وعلى الرغم من أن هذا التصرف يعرّف بنفس التعريف عندما يرتكبه البالغون إلا أن المجموعات العمرية المختلفة تشير إلى هذا الاعتداء بالمطاردة الإلكترونية أو التحرش الإلكتروني عندما يرتكبه البالغون تجاه بعضهم. تنفذ الأساليب الشائعة المستخدمة من قبل المطاردين الإلكترونيين في المنتديات العامة والشبكات الإجتماعية أو مواقع المعلومات على الإنترنت. وتهدف إلى تهديد مرتب وعمل وسمعة أو سلامة الضحية. قد تشمل التصرفات تشجيع الآخرين على مضايقة الضحية ومحاولة التأثير على مشاركته عبر الإنترنت. يحاول العديد من المطاردين الإلكترونيين إيذاء ضحيتهم وتأليب الآخرين ضدهم.
قد تتضمن المطاردة الإلكترونية إتهامات باطلة وترصُّد وتهديد وسرقة الهوية وإتلاف للمعلومات أو للأجهزة وطلب القُصّر لممارسة الجنس أو جمع المعلومات بهدف التحرش. يُمثّل النمط المتكرر من هذه التصرفات والمضايقات ضد هدف من قبل شخص بالغ تحرش إلكتروني. عادة ما يظهر التحرش الإلكتروني أنماط مرتبطة بسلوك المتحرش على الإنترنت أو في الحياة. هناك عواقب قانونية في حالة المطاردة التقليدية أو الإلكترونية ويمكن أن يسجن المطارد الإلكتروني. وتعتبر المطاردة الإلكترونية شكل من أشكال التنمر الإلكتروني.

## الطرق المستخدمة

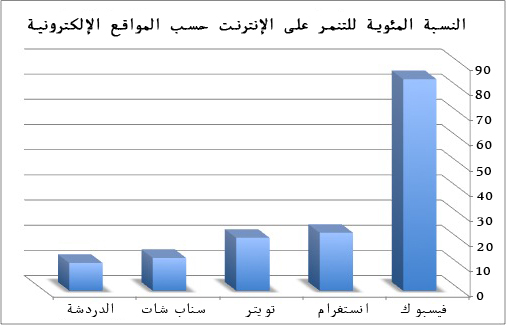
أماكن وقوع التنمر الإلكتروني.

- التنمر الإلكتروني يتضمن سلوكًا وطابعًا متكررًا مع نية الإيذاء.
- يمارس التنمر الإلكتروني عن طريق التحرش والمطاردة الإلكترونية وتشويه السمعة (إرسال أو نشر شائعات وافتراءات قاسية لإضرار سمعه وصداقات) وانتحال الشخصية والاستبعاد (استبعاد شخص بطريقة متعمدة وقاسية من مجموعة إلكترونية).[9]

التنمر الإلكتروني قد يكون ببساطة الاستمرار في إرسال رسالة إلكترونية أو نصية لمضايقة شخص قد قال أنه لا يريد أي اتصال آخر من الشخص المرسل. وقد يتضمن أيضا السلوكيات العامة مثل تهديدات متكررة وملاحظات جنسية وتسميات للتحقير (مثلا خطاب الكراهية) أو اتهامات باطلة للتشهير والتحالف ضد ضحية بوضع الشخص موضع سخرية في المنتديات الإلكترونية واختراق أو تخريب مواقع حول شخص ما ونشر أقوال كاذبة كوقائع تهدف إلى تشويه سمعة أو إهانة الشخص المستهدف. قد يقتصر التنمر الإلكتروني على نشر شائعات حول شخص على الإنترنت بنية إحداث الكراهية في أذهان الآخرين أو إقناع الآخرين بعدم استلطافه أو المشاركة في تشويه سمعة المستهدف على الإنترنت. وقد تصل إلى حد تحديد ضحايا الجريمة شخصيا ونشر مواد ضارة بشدة أو إهانتهم.
قد يكشف المتنمرون الإلكترونيون معلومات شخصية للضحية (مثلاً الاسم الحقيقي وعنوان المنزل أو العمل أو المدرسة) على المواقع أو المنتديات أو قد يستخدمون انتحال الشخصية وإنشاء حسابات وهمية وتعليقات أو مواقع متظاهرين بأنهم الشخص المستهدف بهدف نشر مواد بأسمهم لأجل التشويه والإساءة أو السخرية منهم.
وقد يرسل أيضاً بعض المتنمرين الإلكترونيين رسائل إلكترونية للتهديد والمضايقة ورسائل فورية أو نصية للضحايا. ينشر الآخرون شائعات أو ثرثرة لتحريض الآخرين على كره والتجمع ضد المستهدف.

## إنفاذ القانون
لدى أغلبية الدول قوانين تتضمن أشكال الاتصال الإلكتروني بوضوح في قوانين المطاردة أو التحرش. كما أن لدى معظم وكالات إنفاذ القانون وحدات جرائم الإلكترونية والتي غالبا ما تتعامل مع مطاردة الإنترنت بجدية أكثر من تقارير المطاردة البدنية. ويمكن البحث عن المساعدة والمصادر عن طريق الدولة أو المنطقة.

### المدارس
أصبحت سلامة المدارس على نحو متزايد مركز اهتمام الإجراءات التشريعية للدولة. فكان هناك زيادة في التنمر الإلكتروني التي وضعت لها تشريع ما بين 2006-2010. إن المبادرات ومتطلبات المناهج الدراسية موجودة أيضاً في المملكة المتحدة (إرشادات أوفستد للسلامة الإلكترونية)، وأستراليا (نتائج التعلم الشامل 13). وفي عام 2012، قامت مجموعة من المراهقين في مدينة نيو هيفن بولاية كونيتيكت بتطوير تطبيق للمساعدة في مكافحة التنمر. وسمي ب «تراجع أيها المتنمر» (Back Off Bully)، وهذا التطبيق الإلكتروني هو عبارة عن مصدر مجهول للكمبيوتر، أو الهواتف الذكية أو الأيباد. فإذا ما كان هناك شهود أو ضحية للتنمر، فبإمكانهم الإبلاغ فورًا عن الحادث عن طريق هذا التطبيق. فيقوم التطبيق بطرح أسئلة عن الوقت، والموقع، وكيفية حدوث التنمر، فضلاً عن توفير إجراءات إيجابية والتفويض خلال الحادث. كما تحول المعلومات الواردة إلى قاعدة البيانات حيث يقوم المسؤولون بدراستها. ورصدت المواضيع المشتركة لتمكين الآخرين من التدخل وكسر نمط المتنمر. ويعتبر التطبيق من بنات أفكار أربعة عشر من المراهقين في فئة التصميم، كإجراءات التشغيل القياسية في المدارس في أنحاء الولاية.

### حماية الضحايا من جميع الفئات العمرية
هناك قوانين تعالج التحرش بالأطفال على شبكة الإنترنت فقط أو تركز على الاعتداء على الأطفال، كما أن هنالك قوانين تحمي ضحايا المطاردة الإلكترونية من الكبار، أو الضحايا من أي فئة عمرية. حاليا، هناك 45 قانون للمطاردة إلكترونية (وذات الصلة). ويمكن مكافحة الجرائم بطرق عديدة. في حين أن بعض المواقع مختصة بالقوانين التي تحمي ضحايا الفئة العمرية من 18 عاما وأقل، والعمل لوقف الإساءة عبر شبكة الإنترنت هو مصدر مساعد يتضمن قائمة للقوانين المتعلقة بالمطاردة الإلكترونية الحالية والمرهونة لإتحادية الولايات المتحدة وقوانين الدولة. وتتضمن أيضا قائمة بالدول التي ليس لديها قوانين بعد والقوانين ذات الصلة من بلدان أخرى. تهدف قاعدة بيانات القانون الإلكترونية العالمية (GCLD) إلى أن تصبح المصدر الأكثر شمولاً وموثوقية للقوانين الإلكترونية لجميع البلدان.

## السلوك

### الأطفال والمراهقون
يبدأ الإبلاغ عن سلوك الأطفال اللئيم لبعضهم البعض عبر الإنترنت من سن مبكر لا يتجاوز الصف الثاني. ووفقا للبحوث، يبدأ نشاط الفتيان بالتصرف بأسلوب شرير على الإنترنت أبكر من الفتيات. ومع ذلك في المرحلة الثانوية، تكون الفتيات أكثر عرضة للانخراط في التنمر عبر الإنترنت من الأولاد. سواء ً كان المتنمر ذكراً أم أنثى، فغرضه أو غرضها من ذلك هو إحراج الآخرين عمداً أو مضايقتهم أو تخويفهم أو القيام بعمل تهديدات واحدة تلو الأخرى. ويحدث هذا التنمر عن طريق البريد الإلكتروني والرسائل النصية ونشر رسائل للمدونات ومواقع الإنترنت.
وقامت الجمعية الوطنية لمكافحة الجريمة بسرد التكتيكات التي غالبًا ما يستخدمها المراهقون المتنمرون إلكترونياً.
- يدعون أنهم أشخاص آخرين عبر الإنترنت لخداع غيرهم.
- ينشرون الأكاذيب والشائعات حول الضحايا.
- يخدعون الأشخاص بغية الكشف عن المعلومات الشخصية.
- إرسال أو إعادة توجيه الرسائل النصية المهينة.
- نشر صور الضحايا دون موافقتهم.

وقد بدأت الدراسات في الآثار النفسية والاجتماعية للفضاء الإلكتروني لرصد آثار التنمر الإلكتروني التي قد تحدث للضحايا، والعواقب التي قد تؤدي إليها. فعواقب التنمر الإلكتروني هي عواقب متعددة الأوجه، وتؤثر على السلوك المتصل وغير المتصل. أفادت الأبحاث على المراهقين أن التغيرات في سلوك الضحايا نتيجة التنمر الإلكتروني يمكن أن تكون إيجابية. كما قال بعض الضحايا «خلق نمط معرفي للمتنمرين، والذي بناءً على ذلك يساعدهم على معرفة الأشخاص العدوانين». ومع ذلك، فإن مجلة البحوث النفسية والاجتماعية للفضاء الإلكتروني نشرت تقارير حول الآثار الحرجة في ما يقارب جميع المجيبين، وتمثلت في انخفاض احترام الذات، الوحدة، خيبة الأمل، وعدم الثقة بالناس. وكان أكثر الآثار مبالغة فيه هو إيذاء النفس. فقد قتل الأطفال بعضهم البعض وارتكبوا جريمة الانتحار بعد أن تورطوا في حادثة التنمر الإلكتروني.
إن أكثر البحوث الحالية في المجال تُعرِّف التنمر الإلكتروني بأنه «فعل أو سلوك عدواني متعمد يقوم به مجموعة أو فرد مرارا وتكرارا وعلى مر الزمن ضد الضحية التي لا تستطيع الدفاع عن نفسها بسهوله» (سميث وسلونج، 2007، ص 249). [23] على الرغم من أن استخدام التصريحات الجنسية والتهديدات تتواجد أحيانا في التنمر الإلكتروني، وهي ليست كالتحرش الجنسي الذي يحدث عادة بين الأنداد، كما أن ليس بالضرورة أن تتضمن الإعتداء الجنسي.

### البالغين
المطاردة عبر الإنترنت له عواقب جنائية تماما كالمطاردة الجسدية. فإدراك الشخص الهدف لسبب حدوث المطاردة الإلكترونية هو مفيد لعلاج المشكلة واتخاذ الإجراءات الوقائية لإصلاح الوضع. كما أن المطاردة الإلكترونية هي امتداد للمطاردة الجسدية. ومن بين العوامل التي تدفع المطاردين لهذا السلوك: الحسد، الهوس المرضي (المهني أو الجنسي)، والبطالة أوالفشل في الحياة المهنية أو في الحياة عامة؛ وذلك نيةً تخويف الآخرين والتسبب بشعورهم بالنقص، فالمطارِد هو شخص وهمي يعتقد بأنه «يعرف» الشخص الهدف، ويريد المطارد من ذلك غرس الخوف في الشخص لتبرير وضعه؛ معتقداً بأنه سيفلت من العقاب (كونه مجهول الاسم). وقام موقع العمل الوطني لخط مشورة التنمر بالمملكة المتحدة بوضع نظرية تفيد بأن المتنمرين يقومون بتخويف الضحايا من أجل تعويض النقص في حياتهم الشخصية. [27]
و تم تصميم قانون المطاردة الإلكترونية للاتحادية الأمريكية لمقاضاة الأشخاص بسبب استخدامهم للوسائل الإلكترونية للمضايقة أو التهديد المتكرر لشخص ما على الإنترنت. فهناك موارد مكرسة لمساعدة الضحايا من البالغين للتعامل مع المتنمرين الإلكترونين قانونيًا وفعليًا. فتسجيل كل شيء والاتصال بالشرطة هي واحدة من الخطوات الموصى بها.

## الدول

### أستراليا
قيمت دراسة التنمر في أستراليا "(Australian Covert Bullying Prevalence Survey (Cross et al., 2009" التنمر الإلكتروني لدى 7418 طالب. معدل التنمر الإلكتروني ازداد بازدياد العمر، حيث وُجد أن 4.9% من الطلاب في الصف الرابع أبلغوا عن حادثة تنمر الكتروني مقارنة ب 7.9% ممن في الصف التاسع. توصلت دراسة (Cross et al.,2009) إلى أن حالات التنمر والمضايقات للاخرين انخفضت ولكنها أيضًا ازدادت مع ازدياد العمر حيث وجدت الدراسة ان 1.2% من طلاب الصف الرابع أبلغوا عن حادثة تنمر الكتروني ضد الآخرين مقارنة ب5.6% ممن في الصف التاسع.

### كندا
وبالمثل، اكدت دراسة كندية 23% من الذين اجريت عليهم الدراسة من طلاب المرحلة المتوسطة تعرضوا للتنمر عن طريق البريد الإلكتروني، و35% في غرف الدردشة، و41% عبر الرسائل النصية على هواتفهم الخاصة، و41% من الأشخاص لم يكونوا يعرفون هوية الجناة بتاتًا.

### الاتحاد الأوروبي
لقد قامت دراسة (Hasebrink et al. (2009 بالتقدير، بناء على نتائج التحليل التلوي لدول الاتحاد الأوروبي وأخذ متوسط النتائج، ان قرابة ال18% من الشباب الأوروبي قد كانوا ضحية «تنمر أو مضايقة أو مطاردة» عبر الإنترنت والجوالات. معدلات المضايقة الإلكترونية عند الشباب في ولايات الاتحاد الأوروبي تراوحت ما بين 10% إلى 52%.

### فنلندا
بالإضافة إلى البحث الحالي، (Sourander et al. (2010 اجري دراسة مقطعية في فنلندا مبنية على السكان. مؤلفوا هذه الدراسة اخذوا البلاغات الشخصية ل2215 مراهق فنلندي ما بين الاعمار 13 إلى 16 عن التنمر الإلكتروني والإيذاء الإلكتروني خلال الستة أشهر الماضية. ولقد وجدوا من ضمن العينة ان 4.8% كانوا ضحايا تنمر الكتروني فقط، و7.4% كانوا متنمريت الكترونيين فقط، و5.4% كانوا ضحايا تنمر الكتروني وأيضًا متنمرين الكترونيين. الذين صنفوا تحت حالة ضحايا التنمر الإلكتروني كانت لديهم عدد من العوامل المؤثرة، منها المشاكل العاطفية، ومشاكل التعامل مع الزملاء، وصعوبات في النوم، وعدم الشعور بالأمان في المدرسة. الذين صنفوا تحت حالة المتنمرين الالكترونيين كانت لديهم عدد من العوامل المؤثرة الأخرى، مثل فرط النشاط، وقلة النشاط الاجتماعي الإيجابي، ومشاكل في التعامل. الذين صنفوا تحت حالة ضحايا التنمر الإلكتروني والمتنمرين الاكتروني وجد أن ليهم العوامل المؤثرة المصاحبة للحالتين السابقتين. ولقد توصل مؤلفي الدراسة إلى أن التنمر الإلكتروني وضحايا الإيذاء الاكتروني ليس فقط متعلق بقضايا نفسية بل بقضايا نفسية جسمية أيضا. الكثير من المراهقين في هذه الدراسة ابلغوا عن حالات من الصداع والصعوبالت في النوم. المؤلفون يعتقدون أن نتائجهم تشير إلى أنه لا بد من إيجاد أفكار جديدة لمنع التنمر الإلكتروني وكيفية التعامل معه حال حدوثه. حتما انها مشكلة عالمية يجب أن تؤخذ بجدية.

### الولايات المتحدة

#### 2000
وجدت دراسة لمركز أبحاث الجريمة ضد الأطفال في جامعة نيوهامشاير في عام 2000 أن 6% من الشباب تحت الدراسة تعرضن لشكل من أشكال التحرش بما في ذلك التهديدات والشائعات السلبية ونسبة 2% عانت من مضايقات مؤلمة.

#### 2004
في سيبتمبر 2006, ذكرت أخبار ABC إستبيان قامت به I-Safe.Org. هذا الإستبيان الذي أجري في 2004، على 1,500 طالب في الصفوف مابين 4 - 8 ذكر أن:
- 42% من الأطفال تعرضوا للتنمر الإلكتروني.
- واحد من كل أربعة وقد حدث ذلك لهم أكثر من مرة، 35% من الأطفال تعرضوا للتهديد عبر الإنترنت. وكان ما يقارب واحد من كل خمسة وقد حدث ذلك لهم أكثر من مرة.
- 21% من الأطفال تلقوا تهديدات وألفاظ غير لائقة عبر بريدهم الإلكتروني.
- 58% من الأطفال اعترفوا بأن شخصًا ما قد قال لهم ألفاظ مؤذية وغير لائقة عبر الإنترنت. أربعة من عشرة حدث لهم ذلك أكثر من مرة.
- 58% لم يخبروا آبائهم أو شخصًا بالغًا عن الأشياء المؤذية التي حدثت لهم عبر الإنترنت.

#### 2005
وجد استبيان سلامة الإنترنت للشباب الذي أجراه مركز أبحاث الجريمة ضد الأطفال في جامعة نيوهامشير في عام 2005 أن 2% من الشباب تعرضوا لشكل من أشكال التحرش. الإستبيان كان عن طريق الهاتف وقد شمل 1500 شاب يمثلون الولايات المتحدة الأمريكية وكانوا ما بين الاعمار 10 ال 17. ذكر ثلث من الشباب شعورهم بالتضايق جراء الحادث، وكان الشباب الأصغر أكثر قابلية للتضايق من غيرهم وكذلك الذين كانوا ضحية الإيذاء العدواني (بما في ذلك من مكالمات هاتفية، إرسال الهدايا، أو الزيارة بالبيت من قبل المتحرش). بالمقارنة بالشباب الذين لا يتلقون تحرشًا عبر الإنترنت، فإن الضحايا هم أكثر عرضة لمشاكل اجتماعية. ومن الناحية الأخرى، فالشباب الذين يقومون بالتحرش والمضايقات أكثر قابلية لأن يعانون من مشاكل العدوان وخرق القوانين. يوجد تداخل واضح هنا، الشباب الذين يكونون قد تعرضوا لمضايقة يكونون أكثر عرضة لأن يضايقوا غيرهم.
أكمل Hinduja and Patchin دراسة في صيف عام 2005 على ما يقارب 1,500 من المراهقين الذين يستخدمون الإنترنت ووجدا بأن أكثر من ثلث الشباب ذكروا بأنهم من ضحايا الإنترنت، وأكثر من 16% من أفراد العينة اعترفوا بالقيام بالتنمر الإلكتروني على الآخرين. في حين أن معظم حالات التنمر حصل فيها سلوك سيئ بسيط (41% كانوا قد تعرضوا لقلة احترام، 19 % لقبوا بألقاب غير لائقة)، هدد أكثر من 12 % جسديًا وقرابة 5 % كانوا خائفين على سلامتهم . والجدير بالذكر، أن أقل من 15% من الضحايا بلغو عن هذه الحادثة. المزيد من البحوث التي قام بها Hinduja and Patchin في 2007 وجدت ان الشباب الذين يبلغون انهم ضحايا تنمر الكتروني أيضا يعانون من الإجهاد أو الضغط متعلقة بسلوكيات مشاكل بعيدة عن الإنترنت مثل الهروب من المنزل، والغش في الاختبار المدرسي، والهروب من المدرسة، أو شرب الكحول أو الماريجوانا. المؤلفون يعترفون ان كلا الدراستين فقط توفر معلومات مبدئية عن طبيعة وعواقب التنمر الإلكتروني، وذلك بسبب العوائق المصاحبة للدراسات الإلكترونية.
وفقا لدراسة اجريت عام 2005 بواسطة National Children's Home charity وTesco Mobile على 770 شاب بين الاعمار 11 و19, 20% منهم بينوا انهم قد تعرضوا للتنمر الإلكتروني. حوالي ثلاثة ارباع منهم (73%) ذكروا انهم يعرفون المتنمر و26% ذكروا ان المعتدي كان غريبًا. 10% من الذين اجريت عليهم الدراسة بينوا ان شخص آخر قد صورهم صورًا ثابتة وفيديو عن طريق كاميرا جوال، مما جعلهم متضايقين اومنحرجين أو مهددين.الكثير من الشباب يخشى التبليغ عن حالات التنمر الإلكتروني مخافة ان يمنعون من استخدام التكنولوجيا، ريثما 24% اخبروا أحد والديهم و14% اخبروا أحد معلميهم، 28% لم يخبروا أحد و41% اخبروا صديقًا لهم.

#### 2006
ذكر استطلاع من قبل هاريس انترتكتف عام 2006 أن 43 % من المراهقين الأمركيين شهدو شكلاً من أشكال التنمر الإلكتروني العام الماضي.

#### 2007

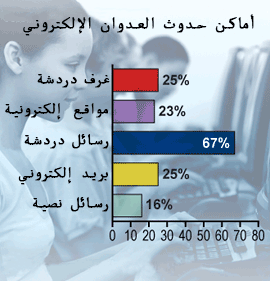
توزيع أماكن حدوث التنمر عبر الإنترنت بين الشباب في الولايات المتحدة، وفقًا لمراكز مكافحة الأمراض واتقائها.

أشارت الدراسات التي نشرت في عام 2007 في مجلة صحة المراهقين Journal of Adolescent Health إلى أن نسبة الشباب الذين أفادوا أنهم كانوا ضحايا للتنمر الإلكتروني يتراوح بين 9٪  و 35٪.
في عام 2007 أنتجت طالبة ماجستر في جامعة ستانفورد فيلم Adina's Deck، وهو فيلم يستند على أبحاث ستافورد المعتمدة . حيث عملت في مجموعات التركيز لمدة عشرة أسابيع في 3 مدارس للإطلاع على مشكلة التنمر الحاسوبية في شمال كاليفورنيا. النتائج التي تم تحديدها أن أكثر من 60% من الطلاب تعرضو للمضايقات وكانوا ضحايا التنمر الإلكتروني . يعرض الفيلم الآن في الفصول الدراسية في أنحاء البلاد كما تم تصميمه حول أهداف التعلم المتعلقة بالمشاكل التي دعت الطلاب لفهم الموضوع . تستعمل المدرسة المتوسطلميغان ماير كما ذكرت التقارير هذا الفلم باعتباره حلاً للأزمة في بلدتهم .

#### 2008
Students aged 12–18 who reported being cyberbullied anywhere during the school year 2011
نشر الباحثان وهما سمير هندوجا من جامعة فلوريدا أتلانتك ووجستن بتشن من جامعة ويسكاونسن أوكلير في صيف 2008 كتاباً عن التنمر الإلكتروني والتي لخص الأوضاع الراهنة في ذلك . (التنمر وراء ساحات المدارس). حيث أثبت أبحاثهم بأن التنمر في حالة ازدياد خلال السنوات القليلة الماضية . كما أفادوا بنتائج الدراسة الأخيرة أن التنمر شائع بين طلاب المرحلة المتوسطة. بأخذ عينات عشوائية حوالي 2000 طالب من المرحلة المتوسطة من مدرسة كبيرة في مقاطعة جنوب الولايات المتحدة، وأن حوالي 10% من العينة تعرضو للتنمر الإلكتروني في 30 يوم السابقة بينما افادت بان 17 % منهم تعرضو للتنمر على الأقل مرة واحدة في حياتهم . في حين ان هذة المعدلات أقل بقليل من نتائج أبحاثهم السابقة . واشار كلاً من هندوجا وبتشن بأن الدراسات التي أجريت معضمها بين المراهقين وعينات الإنترنت. واستخدام الإنترنت من قبل الشباب على نحو متكرر أكثر احتمالاً بالتعرض للتنمر الإلكتروني من الأطفال الأقل سناً.

#### 2011

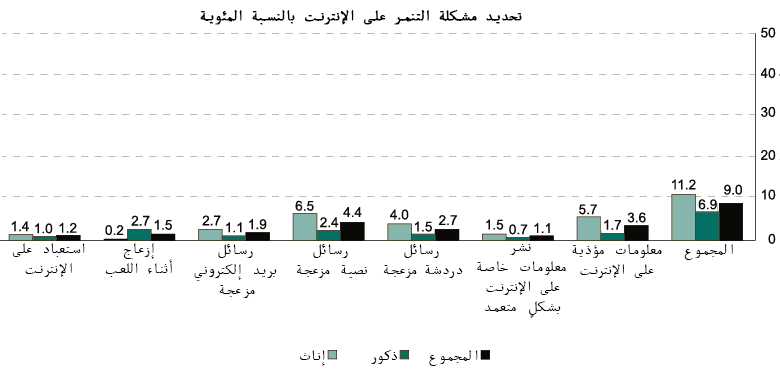
الطلاب الذين تتراوح أعمارهم بين 12-18 عامًا الذين أفادوا بأنهم تعرضوا للتسلط عبر الإنترنت في أي مكان خلال العام الدراسي 2011

ذكر المجلس الوطني لمنع الجريمة أن التنمرالالكتروني هي مشكلة تؤثرعلى مايقارب نصف المراهقين الأمريكين.

## بالمقارنة مع التنمر التقليدي
بعض الخصائص الكامنة في تكنولوجيا الانترنت تزيد من احتمال إستغلالها لأغراض منحرفة. خلافاً للتنمر الجسدي حيث يمكن للتنمر الإلكتروني ان يبقي الشخص مجهول الهوية أو باستخدام حسابات مؤقتة وأسماء مستعارة في غرف الدردشة وبرامج التراسل الفوري والهاتف الخلوي والرسائل النصية ومواقع أخرى لإخفاء هويتهم وربما هذا يحررهم من المعيارية والقيود الاجتماعية على سلوكهم .
بالإضافة إلى أن المنتديات الإلكترونية تفتقر إلى عنصر الاشراف فيها، على عكس غرف الدردشة حيث يكون الاشراف فيها متواجد بانتظام لمراقبة المحادثات وطرد الأشخاص الذين يتعاملون بإرسال رسائل شخصية عن طريق (البريد أو الرسائل النصية) حيث لايشاهدها إلا المرسل والمتلقي. وبالتالي لايستطيع المشرف الوصول إليهم. إذ أن معرفة المراهقين الكثير عن التقنية (الحاسب الآلي أو الهواتف الخلوية) أكثر من ابائهم أو أولياء أمورهم يجعلهم غير قلقين من اكتشاف أحد والديهم بتجربتهم مع التنمر (سواء كان ضحية أو مجرم).
وهنالك عامل آخر وهو ملازمة الهاتف الخلوي مع صاحبة مما يجعله هدف ان يكون ضحية، وغالباً ما تكون اجهزتهم في وضع التشغيل لأغراض شرعية مما تتيح فرصة لذوي النويا الخبيثة الدخول في السلوك الغير مرغوب فيه مثل استمرار المضايقات بالمكالمات الهاتفية أو التهديد أو الإهانة عن طريق الرسائل النصية . إذ أن التنمر الإلكتروني يخترق جدران المنزل، فلا ملجأ للضحية للهرب منه. وهذا التأثير الخطير من الممكن ان يؤدي إلى العزلة القصوى.
وعلاوة على ذلك يمكن للمتنمرين ان يتحدوا ضد ضحاياهم في الصفحات الإلكترونية بفعالية أكثر مما عليه في التنمر الإلكتروني حيث لايوجد عدد محدود في الانضمام. ويوجد مهرب واحد لضحايا التنمرالالكتروني ببساطة عن طريق تجنب مواقع الدردشة وتغيير عناوين البريد الإلكتروني وارقام الهواتف. بالإضافة إلى أن معظم حسابات البريد الإلكتروني تقدم الآن خدمات من شأنها أن تصفي تلقائياً حسابات أشخاص معينين قبل أن تصل إلى صندوق الوارد وأيضاً تقدم الهواتف وظائف مماثلة عن طريق تعريف هوية المتصل.
ومع ذلك فأنها لاتحمي كل اشكال التنمر الإلكتروني، فأنه من الصعب جدا منع من نشر مواد مسيئة حول شخص ما عن طريق الإنترنت فمن الممكن ان يقوم ملايين من الناس تحميل المادة قبل حذفها. فيمكن أن يضع صورة بالتعليق عليها، أو لصق صور الضحايا على اجسام عارية... إلخ.
وهنالك العديد من المواقع من شأنها الكشف عن البيانات الشخصية أو الصور مثل Hong Kong Golden Forum ، وLive Journal ومؤخرا JuicyCampus . وعلى الرغم من السياسات التي تصف التنمر الإلكتروني بانتهاك شروط الخدمة إلا أنه تم استخدام العديد من مواقع الشبكات الأجتماعية لتحقيق تلك الغاية .

## قانون ضد التنمر الإلكتروني

### الولايات المتحدة الأمريكية
تم ادخال قانون معاقبة التنمر الإلكتروني في عدد من مناطق الولايات الأمريكية، بما فيها نيويورك وميسوري، ورود ايلاند وماريلاند. وإضافة إلى ذلك سنَت سبع ولايات قوانين ضد التحرش الإلكتروني في 2007. وضعت ولاية داردين بريري، سبرينغفيلد وولاية ميسوري، قانون ينص على أن التحرش الإلكتروني يعد مخالفة. وقد وضعت مدينة سانت تشارلز بولاية ميسوري قانونًا مشابهًا له، حيث أن ميوسوري هي ولاية من الولايات التي يتبع المشرعون فيها قوانين الدولة. مع ان فرق العمل توقعت بأن قوانين التنمر الإلكتروني قد تمت صيغتها وتنفيذها. في يونيو 2008، اقترح النائبز ليندا سانشيز (ديمقراطى ة من كاليفورنيا) والنائب كيني هولشوف قانونًا موحدًا ينص على تجريم مفتعل التنمر الإلكتروني.
حيث يسعى المشرعون لمعالجة مشكلة التنمر الإلكتروني بوضع قوانين جديدة لأنه لا يوجد حاليا أي قانون يمكنهم الاعتماد عليه. وتم وضع قانون فيدرالي منصف وهو الترصد الإلكتروني لمعالجة مثل هذه الأعمال، وقد صرحت المحامية باري افتاب، انه لم يتم مقاضاة أي شخص حتى الآن . وينص القانون الفيدرالي المقترح على منع استخدام أي وسيلة إلكترونية بالتخويف أو المضايقة أو أي سبب من أسباب الاضطراب العاطفي .
في أغسطس 2008، أقر المجلس التشريعي بولاية كاليفورنيا أحد القوانين الأولى في البلاد للتعامل مباشرة مع التنمر الإلكتروني. ينص مشروع قانون 86 لعام 2008 على السماح لإدارات المدارس بتأديب الطلاب إذا قامو بمضايقة أي شخص الإلكتروني سواء كان متصل أو غير متصل، وقد دخل القانون حيز النفاذ عام 2009.
وصدر قرار مؤخرًا للمرة الأولى في المملكة المتحدة أنه من الممكن لموفر خدمة إنترنت ان يكون مسؤولاً عن محتويات المواقع التي يوفرها، حيث يوجد ضبط مسبق على أنه أي مزود خدمة يجب عليه معالجة أي اشعار شكوى واخذه على محمل الجد والتحقيق فيه فورًا .

## الآثار الضارة
اظهرت الدراسات عددًا من العواقب الوخيمة للإيذاء والتنمر الإلكتروني. على سبيل المثال، الضحايا يصبح لديهم اقل تقدير للذات وزيادة التفكير في الانتحار وتنوع في الاستجابات العاطفية والانتقام والخوف الدائم والإحباط والغضب والاكتئاب.
و أحد أكثر الآثار المدمرة هو ان يبدأ الضحية بتجنب اصدقائه وتجنب المشاركة بالانشطة وفي كثير من الأحيان تكون هذه نية المتنمر الإلكتروني.
و قد تكون أحيانا حملات التنمر الإلكتروني مدمرة جدًا لدرجة انها تكون سببًا في انتحار الضحايا. حيث يوجد ما لا يقل عن أربعة حالات في سن المراهقة في الولايات المتحدة انتحروا بسبب التنمر الإلكتروني. وانتحار ماير ميغان هو أحدث الأمثلة التي أدت إلى إدانة الجاني بالهجمات.
بحلول عام 2018، كان بعض الأطباء هدفا للمضايقات عبر الإنترنت من قبل نشطاء مناهضين للقاحات بسبب لمنشوراتهم على وسائل التواصل الاجتماعي، وشملت تلك المضايقات مئات المراجعات السلبية الكاذبة على مواقع تصنيف الأطباء. جعل هذا بعض الأطباء أكثر ترددًا في مشاركة المعلومات حول اللقاحات، لكن آخرين شكلوا مجموعات لنشر معلومات واقعية حول سلامة اللقاحات على وسائل التواصل الاجتماعي ردًا على ذلك.

### التهديد والاضطراب العاطفي والانتحار
وفقا لمركز بحوث التنمر الإلكتروني "هناك العديد من حالات المراهقين البارزة بسبب وما يتعرضون له في حياتهم الخاصة من مضايقات وسوء المعاملة الإلكتروني. فظاهرة التنمر الإلكتروني توصف بالانتحار بطريقة مباشره أو غير مباشرة وتتأثر بالتجارب العدوانية الإلكترونية. التنمر الإلكتروني نوع قوي من أنواع الإساءة النفسية والذي من المحتمل أن يعاني ضحاياه من الاضطرابات عقلية بنسبة الضعف.
تردد الشباب في الاخبار عن مضايقة شخص أو تسلط الكتروني قد يؤدي إلى نتائج قاتلة. مالا يقل عن ثلاثة أطفال تترواح اعمارهم بين 12 و13 انتحروا بسبب الاكتئاب الناجم عن التنمر الإلكتروني ووفقا لجريدة USA Today وBaltimore Examiner. من ضمن الحالات انتحار هاليغان ريان وماير ميغان، وقد أعقب انتحار الأخيرة قضية الولايات المتحدة ضد درو.

### خسارة الإيرادات والأرباح المهددة والتشهير
اجريت دراسات على شركات كبيرة لقياس خسارة الإيرادات عن طريق الاعلانات الكاذبة الخبيثة. حيث يسعى المتسلطون الإلكترونيون لإضرار بأرباح ضحيتهم، وتشويه السمعة، وتهديد الأمن . في عام 2008 اوضحت المحكمة العليا، بصفة عامة، ان الافتراء هو عندما يختلق بيان تشهيري شفوي دون أي مبرر . التصريحات التشهيرية هي تلك التي يتم تسجيلها بدرجة معينه من الدوام، وهذا يشمل تصريحات عبر البريد الإلكتروني أو على لوحات الإعلانات على الانترنت.

### على الشباب والمراهقين
تختلف آثار التنمر عبر الإنترنت، لكن توضح الأبحاث أن التنمر عبر الإنترنت يؤثر سلبًا على من هم في مرحلة الصبا بدرجة أعلى من المراهقين والبالغين. من المرجح أن يرجع السبب لكونهم ما زالوا ينمون عقليًا وجسديًا. تقول جينيفر إن كودل، طبيبة الأسرة، «من المرجح أن يعاني الأطفال الذين يتعرضون للتنمر من القلق والاكتئاب والوحدة والتعاسة وقلة النوم».

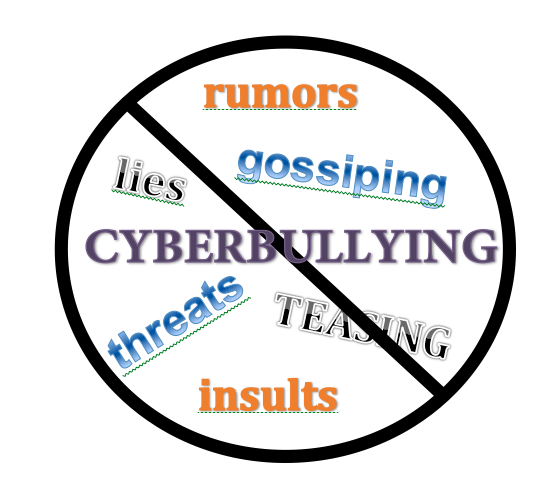
تُظهر هذه الصورة جوانب مختلفة من التنمر التي يمكن أن تحدث على الإنترنت مما يضع ضغطًا عاطفيًا أكبر على الأطفال الصغار والمراهقين الذين يتعرضون للتنمر عبر الإنترنت.

يمر التنمر عبر الإنترنت في معظم الأوقات دون أن يلاحظه أحد؛ عادة ما يخفي جيل الشباب تنمرهم عن أي شخص يمكن أن يساعد في منع حدوث التنمر ومن تفاقمه. يعد ما بين 20٪ و 40٪ من المراهقين ضحايا للتنمر عبر الإنترنت في جميع أنحاء العالم.  يغير الشباب ببطء سلوكياتهم وأفعالهم حتى يصبحوا أكثر انعزالا وهدوءًا، لكن هذا التغير قد يمر دون أن يلاحظه أحد لأنه يكون خفيا. يعتقد ميتين دنيز أن التنمر عبر الإنترنت «سيصبح مشكلة خطيرة في المستقبل مع زيادة استخدام الإنترنت والهواتف المحمولة بين الشباب».
يعتقد أنه إذا لم يتم اتخاذ إجراءات وقائية ضد التنمر عبر الإنترنت، فسيشعر الأطفال الأصغر سنًا بالإضافة إلى المراهقين بمزيد من الوحدة والاكتئاب إلى جانب حدوث تغييرات كبيرة في أنماط الأكل والنوم وكذلك فقدان الاهتمام بأنشطتهم العادية. ستؤثر هذه التغييرات على نموهم وتطورهم إلى مرحلة البلوغ. الأطفال الأصغر سنًا والمراهقون أقل عرضة بنسبة 76.2٪ لإظهار السلوك والأفكار الانتحارية، لكنهم لا يزالون معرضين للخطر اعتمادًا على عوامل أخرى مثل حالة الصحة العقلية والرعاية المنزلية والعلاقات مع الآخرين. يزداد خطر الانتحار بنسبة 35٪ إلى 45٪ عندما لا يحصل الضحايا على أي دعم من أي شخص في حياتهم، ويؤدي التنمر الإلكتروني إلى زيادة سوء الموقف.
يبدو أن الشباب معرضون بشكل خاص لتأثيرات التنمر عبر الإنترنت من خلال وسائل التواصل الاجتماعي التي تسمح بالتواصل مع مجهولين، ربما لأن المراهقين ينجذبون إلى هذه المنصات كوسيلة لتحقيق الذات بين أقرانهم. يمكن أن يشعر الشباب بشكل متزايد بالإساءة على هذه المنصات، مثل آسك إف إم وYik Yak وصراحة، مما يؤدي إلى فقدانهم الثقة. هناك عدد من حالات الانتحار المسجلة تتعلق بالتنمر على هذه المنصات في الولايات المتحدة وبريطانيا.

## البالغين ومكان العمل
لا يقتصر التنمر الإلكتروني على الهجمات الشخصية أو الأطفال. فالتحرش الإلكتروني، يشار إليه كمطاردة إلكترونية عندما يضم البالغين، ويظهر في مكان العمل أو على المواقع الإلكترونية للشركات، أو المدونات أو في التعليقات على المنتجات.
وقد وجد في استطلاع قامت به دقنتي آند ورك بارتنرشب لـ 1,072 من العمال بأنه تم تخويف واحد من كل خمسة عمال في مقر عملهم عن طريق البريد الإلكتروني، وكشف بحث بأن 1 من كل 10 موظفين بريطانيين يعتقد بأن التنمر الإلكتروني يعد مشكلة في أماكن عملهم.
ويمكن أن يحدث التنمر الإلكتروني في التعليقات على المنتجات مع بيانات المستهلك الإنتاجية الأخرى التي يجري رصدها عن كثب وكما يشار بعلم للمحتوى الذي يعتبر ضار ومتحيز . وهذه المواقع أصبحت أدوات للتنمر الإلكتروني عن طريق طلبات ماكرة لحذف المقالات، والتخريب، والإساءة للوظائف الإدارية، والتحالف ضد المنتجات لنشر تعليقات «كاذبة» وبالتالي ينخفض التصويت على المنتجات .
يستخدم التنمر الإلكتروني المشاركات والمنتديات والمقالات ووسائل أخرى على الإنترنت ليقدم الضحية في ضوء كاذب وغير مغري . وتبرز للحماية التشريعية خاصة مشكلة المسؤولية عن التحرش واغتيال الشخصية وذلك لأن الكتاب الأصليين لتلك المواد المسيئة، في أكثر الأحيان، ليسوا فقط مجهولين، بل لا يمكن تعقبهم. ومع ذلك، ينبغي أن تستدعي الإساءة انتباه العاملين في الشركة للتصرف معها بثبات .

### التعرف بأساليب التنمر الإلكتروني للبالغين ومكان العمل
الأساليب الشائعة التي يستخدمها المطاردون الإلكترونيون هي تخريب محرك بحث أو موسوعة، لتهديد أرباح الضحية، أو عمله، أو سمعته، أو سلامته. ومختلف الشركات التي تقدم حالات للمطاردة الإلكترونية (التي تشمل البالغين) تتبع نمط الإجراءات المتكررة ضد أي هدف. في حين تختلف الدوافع، سواء الرومانسية، أو صراع المصالح التجارية، أو عدم الإعجاب بالشخصية. والهدف عادة هو شخص تكون حياته أفضل من حياة المطارد فهو يرى أو يحس بافتقاره لعناصرها في حياته الخاصة. وتسعى المنتجات أو الخدمات الإلكترونية ضد المطاردين الالكترونيين إلى المضايقة أو التشهير بضحاياهم.
ويأتي مصدر التشهير من أربعة أنواع من مروجي المعلومات على الإنترنت: المدونات الإلكترونية، والمنتديات أو اللوحات الصناعية، والمواقع الإلكترونية التجارية. وتكشف دراسات أنه في حين أن تكون بعض الدوافع هي عدم الإعجاب بالشخصية، فالكثير من الأحيان يكون الدافع اقتصاديا مباشرًا من قبل المطارد الإلكتروني، بما في ذلك تضارب المصالح. وتكشف التحقيقات عن أن الطرف المسؤول هو إحدى الأطراف التابعين أو الموردين لمنافس ما، أو المنافس نفسه.

## حملات التوعية

### إسبانيا
العديد من المنظمات غير الرسمية تحارب التنمر الإلكتروني والمطاردة الإلكترونية . حيث تقدم النصح للضحايا وتقيم حملات توعوية وتزود مراكز الشرطة بالجرائم . وتشمل هذه المنظمات غير الحكومية البروتوخليز Protégeles، وبنتايقاساميغاس PantallasAmigas، و Foundation Alia2، والمبادرة غير الربحية لقانون مكافحة التنمر، ومعهد تقنية الاتصالات الوطنية (INTECO)، ووكالة مراقبة جودة الإنترنت، والوكالة الإسبانية لحماية البيانات، ومكتب حماية أمن الإنترنت، وجمعية مستخدمي الإنترنت الإسبانية، وجمعية مستخدمي الإنترنت، والجمعية الإسبانية لوالدي مستخدمي الإنترنت، وأنشأت حكومة منطقة قشتالة وليون أيضا خطة للوقاية من التنمر الإلكتروني ووتعزيز التصفح الآمن في مدرسة المركز، كما أنشأت حكومة جزر الكناري بوابة عن هذه الظاهرة تسمى فيفي إنترنت Viveinternet.

### المملكة المتحدة
كان التنمر الإلكتروني موضوعًا لمنتدى عقد في مجلس العموم برئاسة تيم لوتون ولويس برفيت - دونز للحد من التنمر .

### الولايات المتحدة
في مارس 2007، انضم مجلس الإعلان في الولايات المتحدة، بالشراكة مع المجلس الوطني لمنع الجريمة، ووزارة العدل الأمريكية، وتحالف الوقاية من الجريمة الأمريكية من أجل الإعلان عن إطلاق خدمة جديدة عامة وهي حملة إعلانية تهدف إلى تثقيف فئة العشرين وما قبل العشرين حول الكيفية التي يمكن أن تلعب دورا في إنهاء التنمر الإلكتروني.
وقد كانت نتيجة الدراسة التي أجرتها كلا من بيو إنترنت وأمريكان لايف أن ما نسبته 33٪ من المراهقين قد تعرضوا لشيء من التنمر الإلكتروني.

تناولت طبعة عام 2008 من دليل الكشفية الخاص بالكشافة الأمريكية كيفية التعامل مع التنمر عبر الإنترنت. وإضافة لمتطلبات رتبة الدرجة الأولى الجديدة "وصف الأشياء الثلاثة التي يجب تجنب القيام بها تلك المتعلقة باستخدام الإنترنت. وصف التنمر الإلكتروني وكيف ينبغي أن تستجيب إلى شيء منه"."
في 31 يناير 2008 - وضعت KTTV فوكس 11 نيوز والذي يقع مقرها في لوس أنجلوس تقرير عن التنمر الممنج عبر الإنترنت على مواقع مثل stickam من قبل الناس الذين يسمون أنفسهم ب rothas. وكان الموقع قد أعلن عن التقرير في 26 يوليو 2007، حول موضوع التنمر عبر الإنترنت الذي ظهر جزئيا بعنوان «قراصنة على المنشطات».
وفي 2 يونيو 2008 جاء الآباء، والمراهقين، والمعلمين، والمديرين التنفيذيين لمؤتمر «أوقفوا التنمر الإلكتروني» التابع لـ Wired Safety، وهو تجمع لمدة يومين في وايت بلينز، مدينة نيويورك. تحدث المديرين التنفيذيين من الفيسبوك، فيريزون، ماي سبيس، ومايكروسوفت، وغيرها الكثير يتحدثون بالمئات حول كيفية حماية أنفسهم بشكل أفضل، سمعتهم الشخصية، والأطفال والأعمال التجارية عبر الإنترنت من التنمر. وشمل رعاة المؤتمر مكافي، وإبه أو إل، وديزني، وبروكتر أند غامبل، وفتيات الكشافة في الولايات المتحدة الأمريكية، وWiredTrust ومركز أبحاث وابتكار سلامة الأطفال، وموقع KidZui.com، وآخرين. وقد تم تسليم أعمال هذا المؤتمر بتعاون وبدعم من جامعة بيس. تطرقت إلى موضوعات شملت التنمر عبر الإنترنت والقانون، مع مناقشات حول القوانين التي تحكم التنمر عبر الإنترنت وكيفية التمييز بين الوقاحة والتنمر الجنائي، والمنتديات الإضافية الموجهة لمسؤوليات الوالدين القانونية، والحاجة إلى المزيد من القوانين، وكيفية التعامل مع التعيينات العنيفة من أشرطة الفيديو المعالجة، وكذلك التفريق بين حرية التعبير وخطاب الكراهية. احتل موضوع التنمر الإلكتروني أمام التنمر عبر الإنترنت الصدارة، حيث أن السن يحدث فرقَا والسلوك التعسفي للانترنت من قبل البالغين مع نية واضحة لإلحاق الضرر المتكرر، أو السخرية، كان يصنف الشخص أو الأعمال التجارية المطاردة بالتحرش مقابل التنمر من قبل المراهقين والشباب.

## دعم المجتمع
هنالك عدد من المنظمات في التحالف تقوم بتوفير الوعي والحماية والموارد لهذه المشكلة المتصاعدة. بعضها تهدف إلى توعية وتوفير التدابير اللازمة لتفادي وكذلك لإنهاء التنمر الإلكتروني بفاعلية. أطلقت مكافحة التنمر الإلكتروني الخيرية حملة قانون مكافحة التنمر الإلكتروني في أغسطس 2009 لتعزيز الاستخدام الإيجابي للإنترنت.
في عام 2007 قدمت يوتيوب أول قناة لمكافحة التنمر الإلكتروني لفئة الشباب (بيت بولينق) وقد شارك عدد من المشاهير لمعالجة هذه المشكلة.
في مارس 2010، تم العثور على جثة فناة منتحرة تبلغ من العمر 17 عاما تدعى الكسيس سكاي بيلكنتون، بواسطة والديها. وقد ادعيا أن التنمر الإلكتروني الذي تعرضت له قد دفعها إلى الانتحار. وبعد وقت قصير من وفاتها، استأنفت الهجمات. حيث قام أعضاء eBaums بتصيد الصفحات التذكارية للمراهقين على فيسبوك. وتضمنت التعليقات عبارات سخرية على خبر الوفاة، مع صور تضمنت با بيدو أنه موز في صورهم الشخصية. وقدردت عائلة وأصدقاء المتوفاة بإنشاء مجموعات في الفيسبوك تندد للتنمر الإلكتروني، مع شعارات من الموز داخل دائرة حمراء يتوسطها خط.

## في وسائل الإعلام والثقافة الشعبية
- اديناز ديك: فيلم عن ثلاثة طلاب في الصف الثامن، قدموا المساعدة لصديقهم الذي قام بالتنمر الإلكتروني.
- Let's Fight it Together : فيلم من إنتاج تشايلدنت الدولية لغرض استخدامه في المدارس لدعم النقاش والتوعية حول التنمر عبر الإنترنت.
- Odd girl out (فلتخرج الفتاة الغريبة): فيلم عن فتاة خائفة في المدرسة وعلى شبكة الإنترنت.
- At a distance (على بُعد مسافة): فيلم من إنتاج نت سيف للفئة العمرية من 8 إلى 12. وهو يسلط الضوء على أشكال وآثار التنمر عبر الإنترنت.
- CyberBu : فيلم تلفزيوني قد تم بثه في 17 يوليو 2011 على قناة أيه بي سي الأسرة. شبيه بفيلم Odd girl out، فهو أيضا يصور فتاة خائفة في المدرسة وعلى الإنترنت.